# The Great Rock 'n' Roll Swindle
The Great Rock 'n' Roll Swindle é um mocumentário britânico de 1980 dirigido por Julien Temple e produzido por Don Boyd e Jeremy Thomas. É focado na banda de punk rock britânica Sex Pistols e, principalmente, em seu empresário Malcolm McLaren.
O filme foi reproduzido no velório do vocalista da banda Joy Division, Ian Curtis, depois de seu suicídio, em 1980.